# Viktor Sheen
Viktor Sheen, pseudonimo di Viktor Dundiç (in kazako Виктoр Дундич?; Almaty, 15 agosto 1993), è un rapper kazako naturalizzato ceco.

## Biografia
Nato ad Almaty, in Kazakistan, e cresciuto a Kladno, in Repubblica Ceca, è salito alla ribalta con la pubblicazione del quarto album in studio Jungler, che seppur pubblicato come artista indipendente, ha riscosso successo sia in Repubblica Ceca che in Slovacchia, collocandosi al 3º e 18º posto delle rispettive classifiche redatte dalla ČNS IFPI.
Due anni dopo è seguito Černobílej svět, il disco di maggior successo dell'artista, che ha trascorso oltre venti settimane non consecutive in vetta alla graduatoria ceca e una in quella slovacca, risultando il terzo disco più venduto nella Repubblica Ceca per due anni consecutivi, e ottenendo un disco di platino dalla ČNS IFPI per un totale di 10 000 unità vendute in suolo ceco. Nel 2020 Barvy è stato messo in commercio attraverso la Warner Music Group: anch'esso si è imposto al vertice della classifica nazionale, mantenendo il controllo di tale graduatoria per più di dieci settimane non consecutive. A fine 2021 è stato il quinto LP con il maggior ricavato in patria.
La traccia Až na měsíc, contenuta in Černobílej svět, è divenuta la hit di maggior successo del rapper sia in suolo ceco che slovacco, esordendo rispettivamente al numero uno e alla 3ª posizione, e trascorrendo oltre quattro anni in determinate classifiche. Ha inoltre ottenuto altre tre numero uno nella hit parade dei singoli ceca, mentre nell'ambito dei Ceny Anděl, il principale riconoscimento musicale ceco organizzato in collaborazione con la ČNS IFPI, ha ottenuto diverse candidature.
Il 18 novembre 2021 viene messo in commercio il settimo album Příběhy a sny, che bissa il successo dei predecessori; il disco ha infatti finito per esordire al primo posto sia nella classifica ceca che in quella slovacca. Il medesimo esito è stato ottenuto nel febbraio 2023 con Roadtrip; l'LP, in collaborazione con Calin, è stato anche quello più popolare durante l'anno sia in Repubblica Ceca che in Slovacchia.
Planeta opic, uscito il 13 ottobre 2023, ha anch'esso guidato la classifica LP ceca e slovacca. Nel novembre dell'anno dopo è stato presentato a sorpresa il disco di inediti Impostor syndrom, il sesto a finire al numero uno in patria e il quinto a raggiungere tale traguardo in Slovacchia, e premiato col Ceny Anděl al rap. Viktor Sheen è così stato l'artista col maggior numero di titoli (3) nella top ten degli album più venduti nel corso dei dodici mesi in suolo ceco; inoltre, i tre progetti sono figurati tra i primi 4 posti.

## Discografia

### Album in studio
- 2014 – Level Up
- 2015 – Projekt Asia (con Renne Dang)
- 2016 – NSD
- 2017 – Jungler
- 2019 – Černobílej svět
- 2020 – Barvy
- 2021 – Příběhy a sny
- 2023 – Roadtrip (con Calin)
- 2023 – Planeta opic
- 2024 – Impostor syndrom

### Album dal vivo
- 2024 – Live @ O2 Arena Praha (con Calin)
- 2025 – Planeta opic: Live @ O2 Arena Praha

## Tournée
- 2018 – Jungler Tour
- 2020 – Černobílej svět tour
- 2021 – Tour 2021
- 2025 – Opičí syndrom tour